# Château de Trécesson
 (janvier 2024).

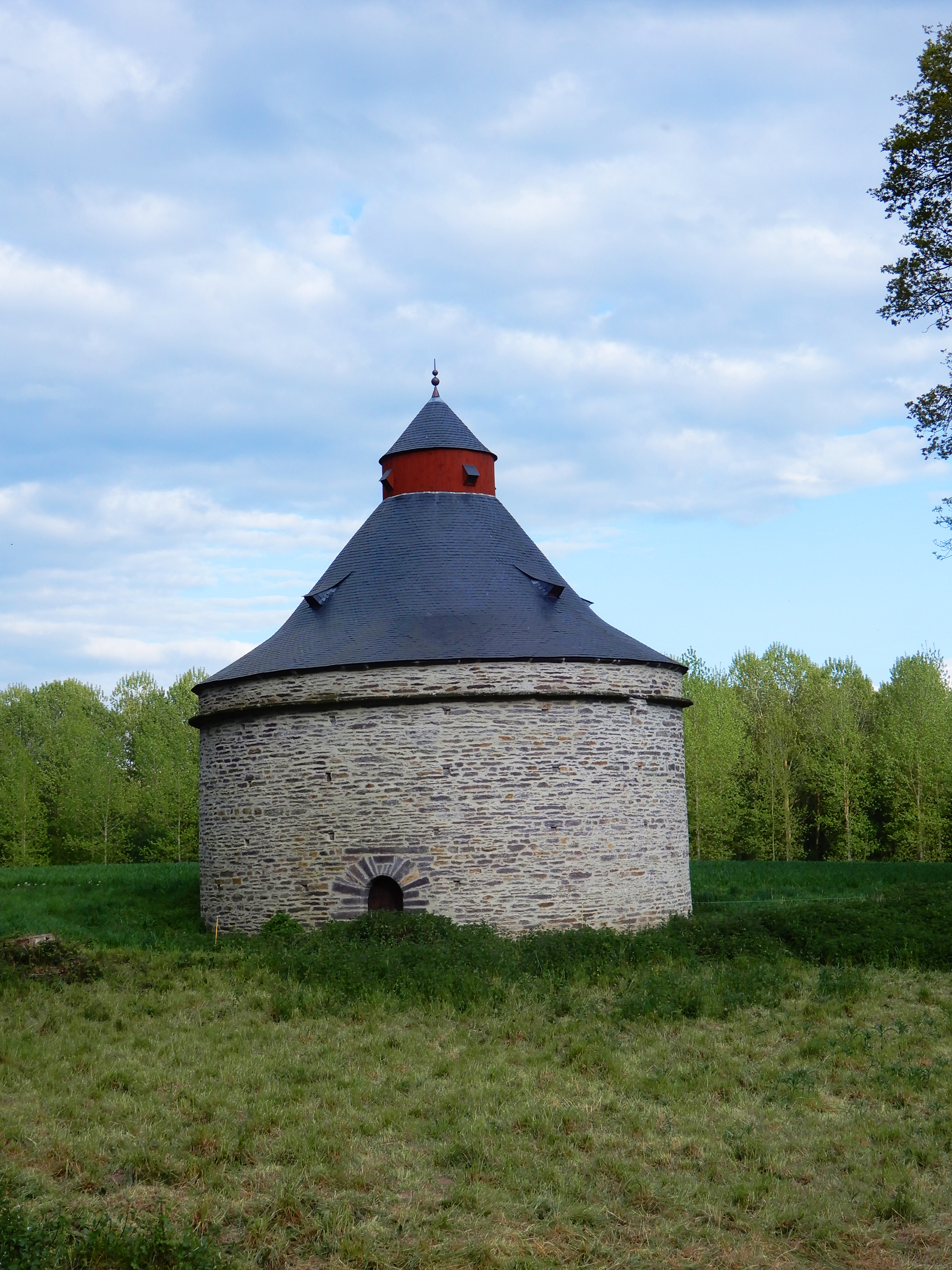
Trécesson - Pigeonnier en face du château.

Le château de Trécesson, qui a conservé son aspect médiéval, est l'un des plus impressionnants châteaux de Bretagne. Ses imposants murs de schiste violacé rougeâtre se reflètent dans les eaux de l’étang qui l’entoure. Il est situé sur la commune de Campénéac (Morbihan) à proximité de la forêt de Paimpont-Brocéliande et en bordure du camp de Coëtquidan. C’est une propriété privée.
Le château de Trécesson fait l’objet d’un classement au titre des monuments historiques depuis juin 1922, classement étendu en 2014 aux abords du château, et son domaine, une inscription en septembre 2012.

## Architecture

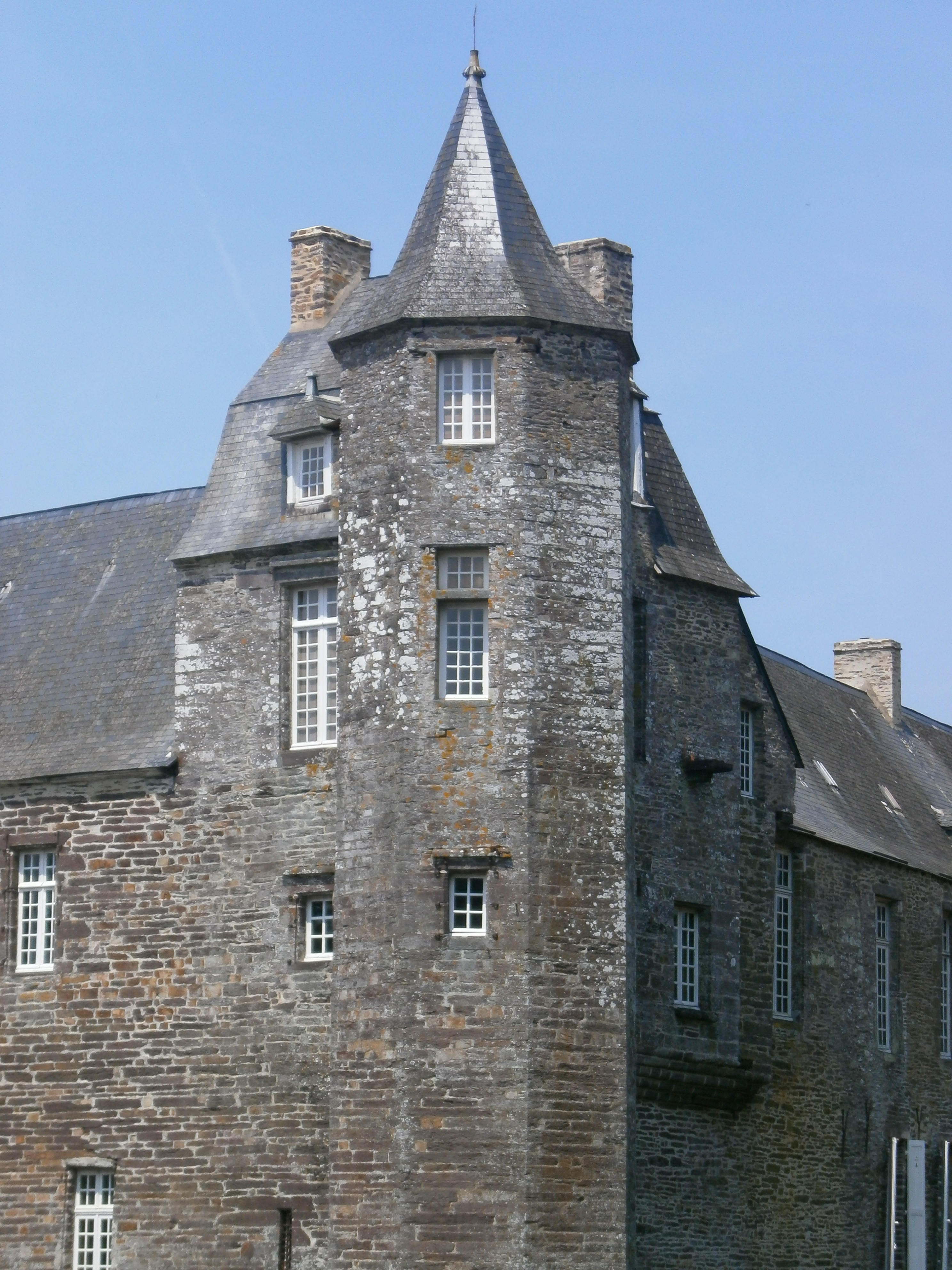
L'une des tours du château.

On accède au château par un pont qui enjambe la douve. L’entrée est commandée par un important châtelet flanqué de deux tours étroites en encorbellement réunies par une ancienne galerie à mâchicoulis. Sur la droite une longue façade presque aveugle, surmontée d’un toit d’ardoises à longs pans, se termine par une tour d’angle hexagonale. Autour de la cour intérieure de forme trapézoïdale on trouve à droite un corps de logis de facture plus récente, sans doute fin XVIIIe siècle et sur la gauche des bâtiments domestiques et une petite chapelle seigneuriale. L’ensemble est un site protégé classé aux Monuments historiques.
Le porche flanqué de deux tourelles, et dans la tour d'angle, une salle voutée à reçu la décoration d'une peinture murale, illustant les « Amours de Renaud et Armide » intégrées dans l'ancienne étuve.

### Bâtiments annexes
On y trouve également :
un petit lavoir,
un four à pain,
une chapelle
Ogivale, une seule porte d'accès, une fenêtre ogivale est ornée d'animaux finement sculptés, dont l'extrémité présente la particularité de former en son extrémité sommitale d'une ornementation de deux meneaux fleur de lys.
Elle est adossée à une ferme rectangulaire.
un colombier
qui comporte 1 800 boulins. Un boulin étant fait pour nicher un pigeon qui correspond à 1/2 hectare il faut donc deux boulins pour une superficie d'un hectare. Compte tenu qu'il y en a 1 800, la superficie du domaine était à l'origine d'une superficie se de 900 hectares. Il possède toujours sa grande échelle à pivot, permettant de ramasser les œufs et de nettoyer les boulins.
cour d'entrée
cour d'honneur,
potager

## Histoire

### VIIIesiècleauXVesiècle
Le château de Trécesson est déjà mentionné comme demeure des seigneurs de Ploërmel et Campénéac, dès le VIIIe siècle. La famille de Trécesson est connue depuis le XIIIe siècle, son premier représentant connu fut le chevalier Jean de Trécesson (1250), dont le petit-fils fut connétable de Bretagne au XIVe siècle. La tradition attribue la construction à la fin du XIVe siècle mais il est plus vraisemblable que le château, dans son état actuel, date de la fin du XIVe siècle ou du début du XVe siècle. Il aurait été bâti par Jean de Trécesson, chambellan du duc Jean IV de Bretagne.

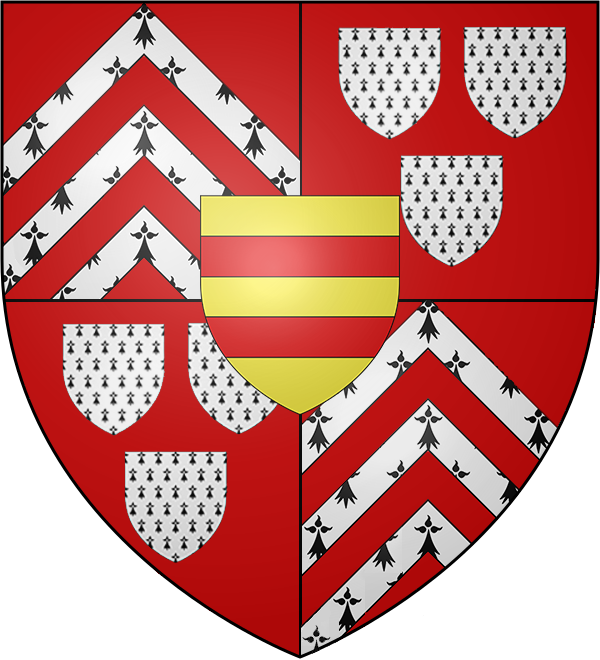
Blason de la Famille de Carné-Trécesson de Coëtlogon.

C'est en effet vers 1440 que la dernière héritière du nom de Trécesson : Jeanne se marie avec Éon de Carné. Ce dernier et son fils François relèvent le nom et les armes de Trécesson et entreprennent la transformation/reconstruction du château.
La demeure restera propriété de la famille Carné-Trécesson jusqu’en 1773 où la dernière porteuse du nom, Agathe de Trécesson se marie avec René-Joseph Le Preste comte de Châteaugiron qui en devient propriétaire.

### XVIesiècleauXXIesiècle
Le fief est érigé en comté en 1681.
En 1793, Le Preste, vend le château à Nicolas Bourelle de Sivry, payeur général des guerres. C'est pendant la Terreur que se cache au château pendant 18 mois, 1793-1794, le député Jacques Defermon (1752-1831). Pendant la Restauration entre 1814 et 1830, le domaine devient école d'agriculture du département. Le domaine passe ensuite par héritage aux Perrien de Crenan, puis aux Montesquieu et enfin aux Prunelé par le mariage le 17 janvier 1917 de Antoine Charles Ernest Joseph de Prunelé (1883-1961) avec Catherine Marie Anne Alice de Perrien de Crenzn (1879-1935). Vendu en avril 2022 par les Prunelé, il peut être partiellement visité.

## Armoiries
- de Trécesson :
  - «  De gueules à trois chevrons d'hermine », armoiries de Jean de Trécesson en 1250.
  - Devise : « Plutôt rompre que plier »

- de Secondat de Montesquieu :
  - « D'azur a la face d'or accompagnée en chef de deux coquilles du même et en pointe d'un croissant d'argent »
  - Devise :«  Garde le juste milieu »

- de Perrien de Crenan
  - « D'argent à cinq fusées de gueules mises en bande »
- la famille de Crenan
  - «  D'argent à deux hallebardes de gueules en pal » [8]

## Animation et hommages
- En 2023, Anne Freudiger à présenté quatre spectacles de fauconnerie au mois d'août.

- Le château fut mis à l'honneur sur France 5 le 27 août 2023 dans l'émission : Les 100 lieux qu'il faut voir

- Le 19 juin 2023, la chaîne de télévision FR3 Bretagne a tourné un film sur le périple Tro Breiz d'Anne de Bretagne au château de Trécesson et sera présenté dans l'émission Des racines et des ailes au printemps 2024[9]

## Légendes et petite Histoire
Plusieurs légendes sont liées au château. La plus connue est celle de la Dame blanche, celle du Curé sans tête, un fantôme qui rôderait dans les prairies autour du château près du calvaire qui borde la D312, celle des Joueurs fantômes et celle du Manoir du Pied d’Ânon. Pendant la Terreur, en juin 1793, le député girondin Jacques Defermon (dit Defermon des Chapelières) ayant signé une protestation contre l’exclusion des Girondins est obligé de s’enfuir et vient se réfugier dans le château. Il y resta caché plus d'un an.

### Dame blanche

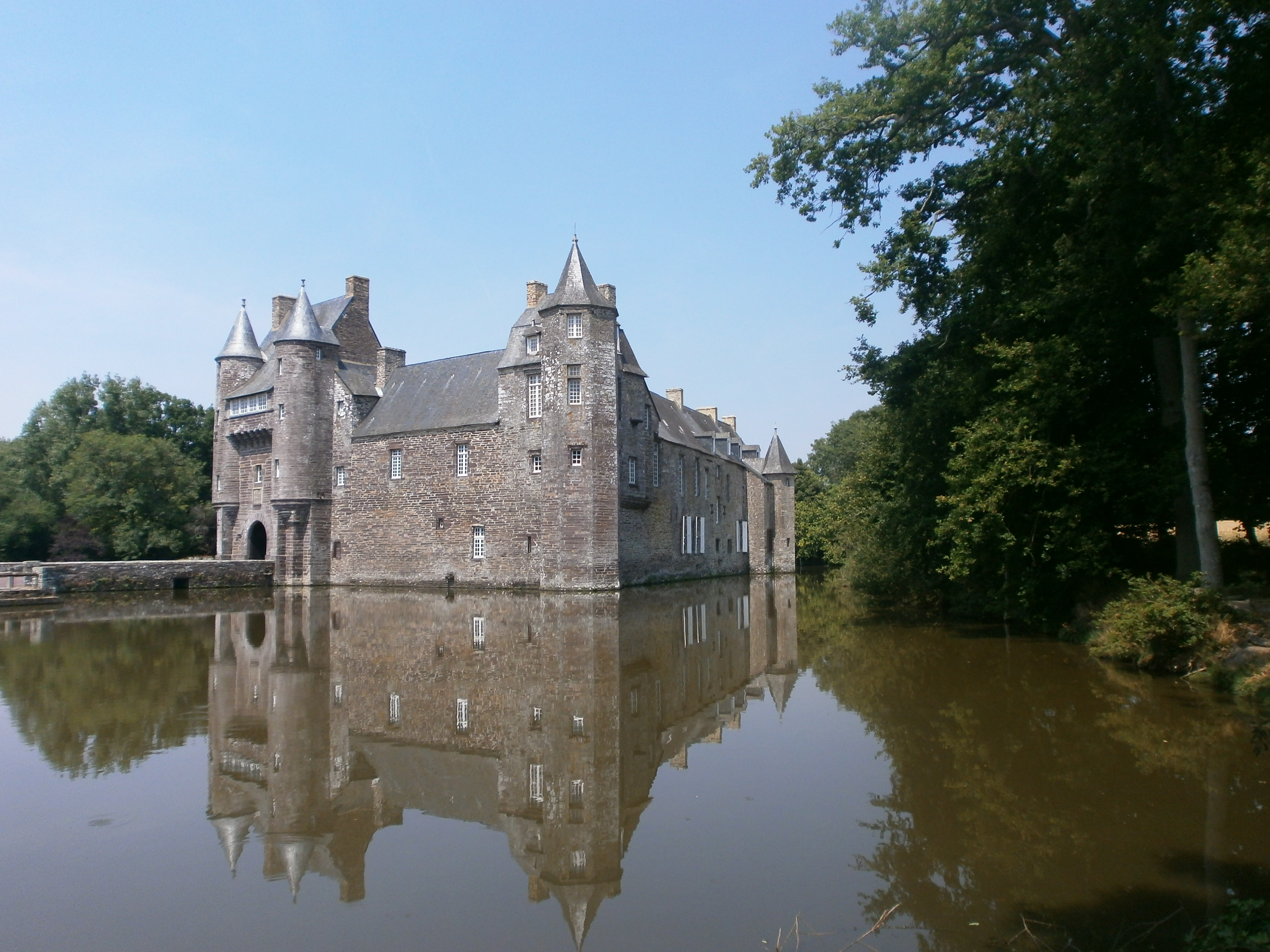
Le château de Trécesson se reflète dans les eaux qui l'entourent.

La légende de la dame blanche est relatée dans un volume de la revue Le Lycée armoricain en 1824. Les faits se seraient déroulés entre 1740 et 1760. À l'époque où le château appartient au bon seigneur M. de Trécesson, dont la seule intolérance concerne le braconnage, des braconniers opèrent de nuit sur ses terres. En embuscade dans le parc du château, l'un de ces braconniers guette sa proie. Il entend du bruit et se cache sur un arbre. Une voiture attelée de deux chevaux noirs s'avance lentement et à petit bruit. Le cortège s'arrête non loin du braconnier et il distingue plusieurs hommes munis de bêches et de pioches. Ils se mettent à creuser une fosse, au pied de l'arbre où il est caché. Au même moment, deux gentilshommes sortent de la voiture et en font descendre avec violence une jeune dame richement parée, vêtue d'une robe de soie blanche. Sa tête est couronnée de fleurs, elle tient un bouquet, il s'agit d'une jeune fiancée. Elle supplie ses frères de lui laisser la vie, en vain. Ils répondent qu'elle a déshonoré la famille et n'en fait désormais plus partie. La fosse est achevée, et la jeune femme y est précipitée, puis enterrée vivante. Quand la voiture disparaît, le braconnier n'ose pas porter secours à la femme et rentre chez lui pour raconter à son épouse ce qui vient de se passer. Elle l'invective pour sa lâcheté, et tous deux trouvent  M. de Trécesson, afin de lui raconter ce qui est arrivé. Les portes du château sont fermées, il faut attendre longtemps avant qu'on accepte de leur ouvrir. M. de Trécesson est au lit, il s'habille à la hâte et ordonne de les faire entrer. Les deux époux exposent le motif qui les amène. M. de Trécesson s'inquiète et donne ordre à ses gens de courir à l'endroit que le braconnier indique. Cependant, ces démarches ont pris du temps, et déjà le jour commence à paraître. La tombe est ouverte et lorsque le visage de la jeune dame paraît à découvert, elle pousse un long soupir puis tombe morte. M. de Trécesson lui fait rendre les honneurs funèbres, mais personne ne parvient à connaître les raisons du sort cruel réservé à la femme. M. de Trécesson orne la chapelle du Château de la robe nuptiale, du bouquet et de la couronne de fleurs de la jeune fiancée. Ils seraient restés exposés jusqu'à la Révolution française. (Cependant en page 12 de ses mémoires intitulés "Archives de la famille Maufras Du Chatellier", Armand du Chatellier atteste la présence de la robe en 1881).
Depuis, la dame blanche apparaîtrait sur les toits du château de Trécesson les soirs de pleine lune. Cependant, il n'existe aucun témoignage direct connu pour attester la présence de ce fantôme près du château.
Selon Clément Rochel, la base historique de cette légende remonterait à 1260. Cette année-là le seigneur Artus de Trécesson-Campénéac qui revenait, sous la bannière du duc Jean II d'une expédition contre les Anglais, songea à se marier et demanda la main de Jeanne-la-Crollée, âgée de 20 ans et fille d'un de ses cousins, Conrad de Coatleven ; mais elle disparut mystérieusement le jour de son mariage, alors qu'elle était en tenue de noces ; Artus de Trécesson-Campénéac, incosolable, en mourut de douleur quelques années plus tard.

### Joueurs fantômes
La légende des Joueurs fantômes s'attache à une pièce particulière du château, une chambre du deuxième étage au bout d'un couloir, réputée hantée. Un invité du château dit un jour vouloir y dormir pour tester son courage, mais il lui est impossible de trouver le sommeil. Vers minuit, il voit deux valets puis deux gentilshommes joueurs de cartes s'installer à une table de jeu dans la chambre. L'un d'eux brandit une arme. L'invité du château finit par s'endormir et le lendemain, il trouve un tas d'or sur la table de jeu. Il se dispute la trouvaille avec le châtelain propriétaire de Trécesson, l'affaire allant jusqu'à un procès (imaginaire) au Parlement de Bretagne,.

### Manoir du Pied d’Ânon
Date	1910 environ

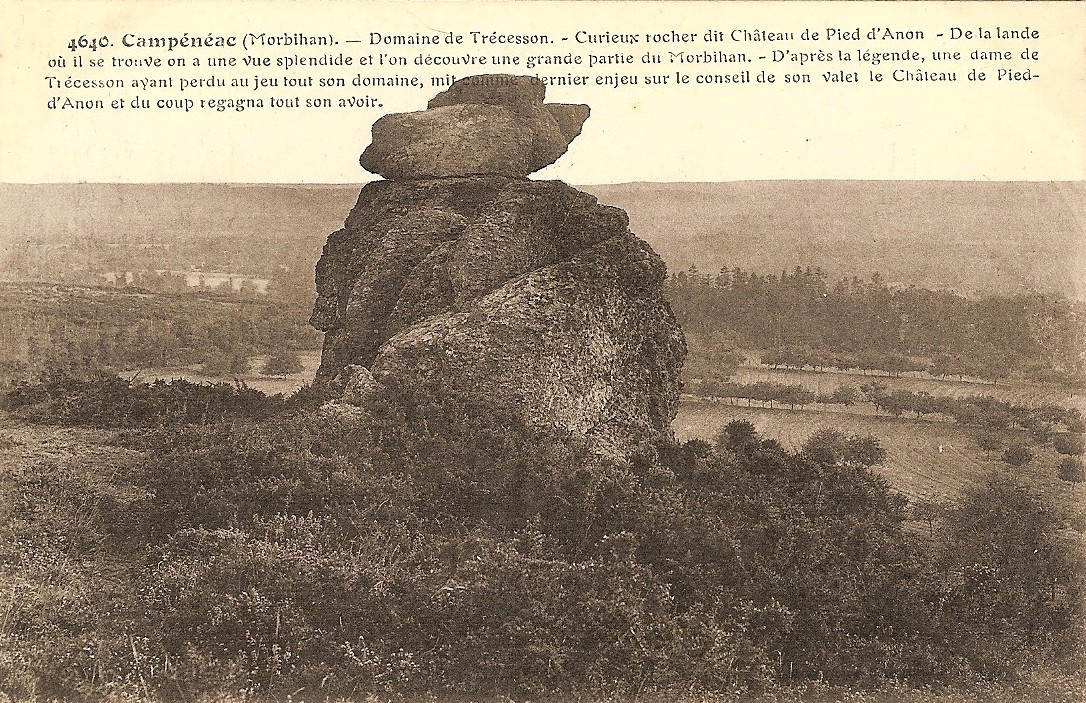
Le rocher dit du "château du pied d'Ânon" près du château de Trécesson (carte postale).

La légende du manoir du Pied d'Ânon est une nouvelle fois une histoire de jeu. Le marquis de Trécesson se rend à Versailles et s'adonne à sa passion du jeu, au point de perdre absolument toutes ses possessions, le château, le domaine et les métairies. Persuadé qu'il ne lui reste plus rien, il est sur le point de « se faire sauter la cervelle » quand son valet de chambre lui dit « il vous reste le manoir du Pied d'Ânon ». En réalité, il s'agit d'une misérable cabane de bois accrochée à un rocher, si insignifiante que le marquis l'a oubliée. Il joue le Pied d'Ânon, gagne et finit par retrouver toutes ses possessions,.